# Horymír (vladyka)
Horymír je postava ze starých českých pověstí. Horymír byl podle nich neumětelský vladyka, který byl knížetem Křesomyslem odsouzen k smrti za ničení dolů a dalšího zařízení kovkopů dolujících zlato a stříbro v tehdejších Čechách. Před smrtí ho zachránil jeho věrný kůň Šemík hrdinským skokem ze skály na Vyšehradě, kde bylo knížecí sídlo. Udivený kníže udělil Horymírovi milost. Kůň Šemík však skok nepřežil a je pochován v Neumětelích, sídle vladyky Horymíra, kde stojí dodnes jeho hrobka.
Pověst se objevuje poprvé v Hájkově Kronice české (a události jsou tam řazeny do let 846 a 847). Literárně ji zpracoval především Alois Jirásek v knize Staré pověsti české.

## Teorie
Podobný je reálný příběh zaznamenaný ve smolných knihách, v němž vystupuje ve 14. století reálný Eppelein von Gailingen. Většina historiků považovala pověst o Horymírovi a Šemíkovi za vymyšlenou Hájkem z Libočan. To by ji vyřazovalo z okruhu starých pověstí, poprvé zaznamenaných už u Kosmy, a kladlo její vznik až do 16. století. Proti tomu vystoupil Vladimír Karbusický (známý kontroverzním pokusem o čtení jmen mytických pohanských knížat). Analyzoval ji, a připomněl řadu paralel a shodných motivů se západoevropskými rytířskými legendami, především s Tristanovým skokem z legendy o Tristanovi a Izoldě. Pak by šlo o počeštěnou variantu této pověsti, kterou lidové podání vztáhlo k Neumětelům a Vyšehradu, Hájek z Libočan by ji jen zaznamenal a pravděpodobně upravil.
Jméno Horymír se v kalendáři vyskytuje 29. února.

## Galerie

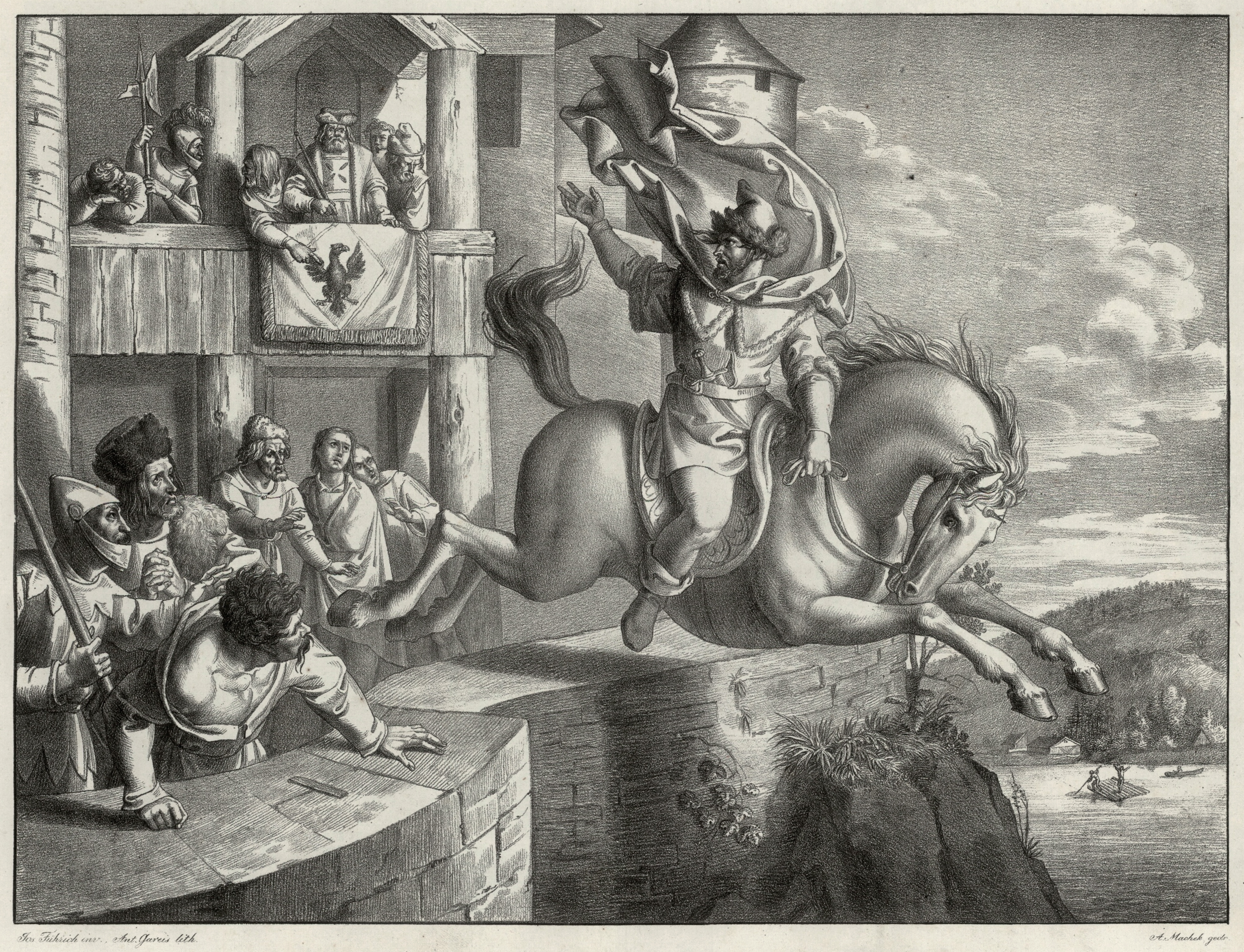
Litografie od Antonína Machka, okolo roku 1820.
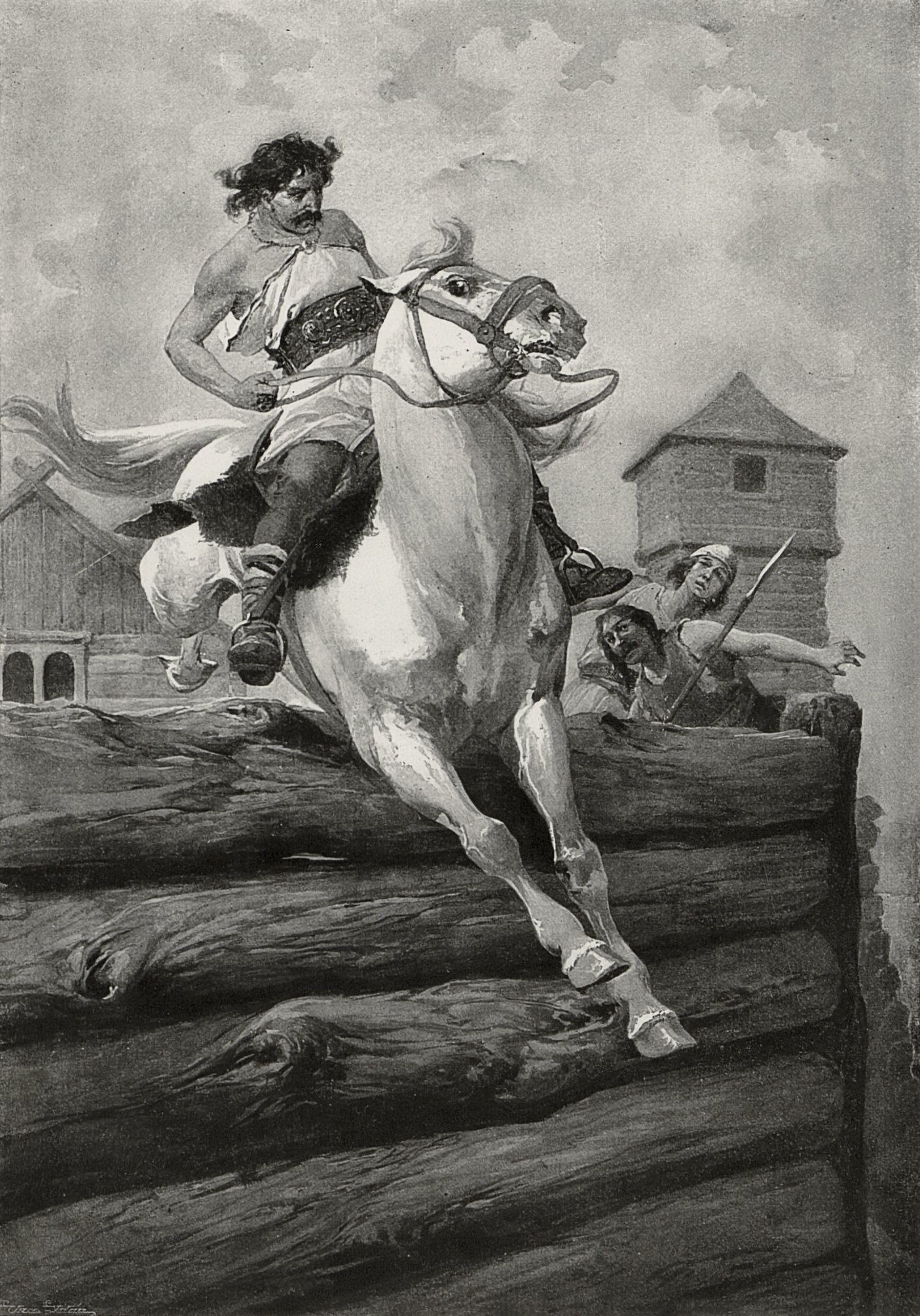
Knižní ilustrace ke Starým pověstem českým od Věnceslava Černého.
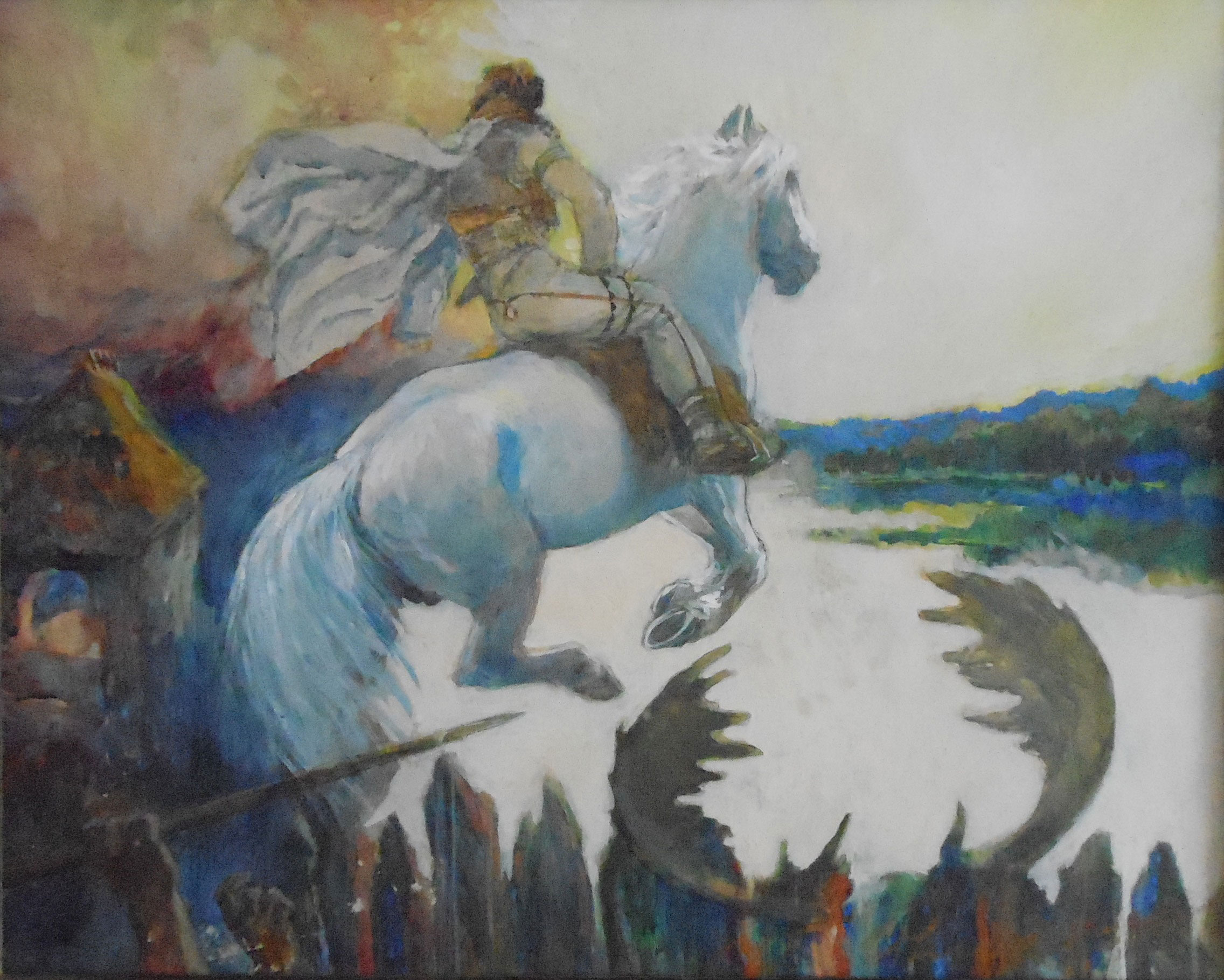
Horymír na Šemíkovi skáče ze skály na Vyšehradě. Malba Oldřicha Cihelky.